# Bertha Porter
Bertha Porter (Londen, 9 april 1852 – Oxford, 17 januari 1941) was een Britse egyptologe en bibliografe. Zij is bekend door haar werk aan het egyptologische naslagwerk Topographical Bibliography.

## Leven en werk
Bertha Porter werd in 1852 geboren als dochter van Frederick William Porter, een Ierse architect, en zijn echtgenote Sarah Moyle; het gezin woonde in Londen. Er is weinig bekend over haar jeugd, behalve dat ze in literaire kringen verkeerde.
Porter werkte bij de Dictionary of National Biography (DNB), een standaardwerk over belangrijke personen uit de Britse geschiedenis. Als professioneel bibliograaf schreef ze tussen 1885 en 1900 156 biografieën voor de DNB.
In de jaren 1890 raakte Porter geïnteresseerd in egyptologie. Ze volgde college bij Francis Llewellyn Griffith in Londen en Kurth Sethe in Göttingen. Griffith zette een project op dat oorspronkelijk was voorgesteld door Adolf Erman: de Topographical Bibliography of Ancient Egyptian Hieroglyphic Texts, Reliefs, and Paintings, een compleet overzicht van de locatie en inhoud van teksten op oud-Egyptische monumenten, met voor ieder onderdeel een overzicht van relevante publicaties. Porter werd aangesteld als hoofd van de bibliografie, een taak die zij meer dan 30 jaar vervulde. Porter verrichtte haar werk eerst in Londen, later vanuit de Bodleian Library in Oxford. Ze reisde nooit naar Egypte. Vanaf 1924 werd ze geassisteerd door Rosalind Moss; in 1927 verscheen het eerste deel van de Topographical Bibliography. Moss nam Porters taken over toen zij met pensioen ging in 1929. De bibliografie wordt door egyptologen gewoonlijk "Porter & Moss" genoemd.

## Publicaties
- met Rosalind Moss: Topographical Bibliography of Ancient Egyptian Hieroglyphic Texts, Reliefs and Paintings. Oxford University Press.
  - Volume I. The Theban Necropolis (1927)
  - Volume II. Theban Temples (1929)
  - Volume III. Memphis (Abu Rawash to Dahshur) (1931)
  - Volume IV.  Lower and Middle Egypt (1934)
  - Volume V.  Upper Egypt: Sites (1939)
  - Volume VI.  Upper Egypt: Chief Temples (excluding Thebes) (1939)
  - Volume VII.  Nubia, the Deserts, and Outside Egypt (1952)

- Bibsys: 3097400
- Biblioteca Nacional de España: XX1403488
- Bibliothèque nationale de France: cb12314272j (data)
- CiNii: DA07434814
- Gemeinsame Normdatei: 11626909X
- International Standard Name Identifier: 0000 0000 8379 4387
- Library of Congress Control Number: n87912916
- Nationale Bibliotheek van Israël: 987007274882405171
- Nederlandse Thesaurus van Auteursnamen: 071774912
- Système universitaire de documentation: 03203587X
- Virtual International Authority File: 46828635
- WorldCat: E39PBJx8JkfdJWfGrPCKwmKyBP